# Mount Gimie
Mount Gimie är ett berg i Saint Lucia. Det ligger i kvarteret Anse-la-Raye, i den centrala delen av landet. Toppen på Mount Gimie är 950 meter över havet. Mount Gimie ligger på ön Saint Lucia.
Terrängen runt Mount Gimie är huvudsakligen lite kuperad. Omgivningarna runt Mount Gimie är en mosaik av jordbruksmark och naturlig växtlighet.